# Fernmeldeturm Haltern

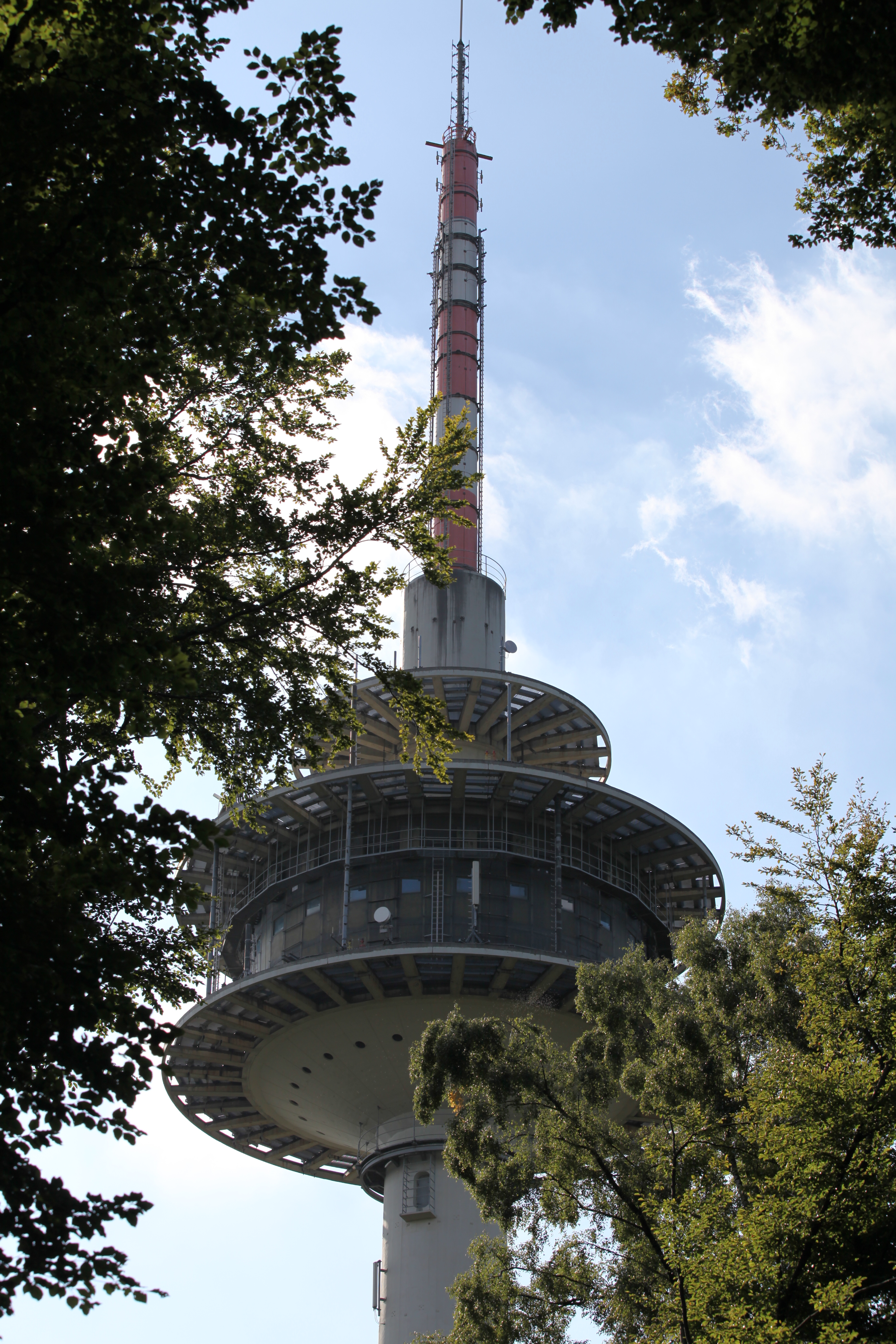
Fernmeldeturm Haltern (Hohe Mark)

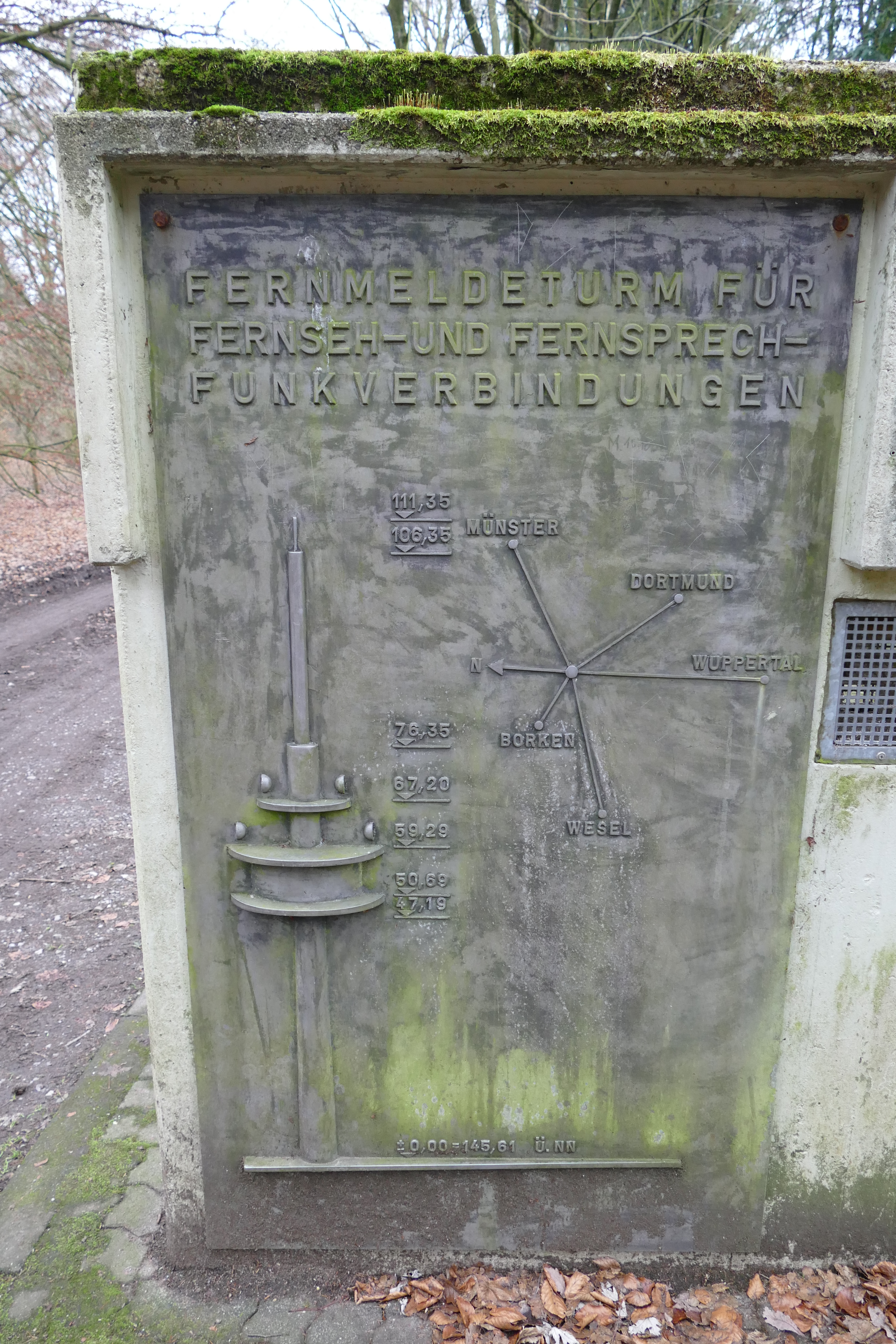
Infotafel am Eingang zum Fernmeldeturm Haltern

Der Fernmeldeturm Haltern nahe Haltern am See im nordrhein-westfälischen Kreis Recklinghausen ist ein im Jahr 1973 errichteter und 111,35 m hoher Fernmeldeturm. Seine Telekombezeichnung lautet FuÜSt Haltern 2. Es handelt sich um einen Typenturm FMT 1 aus Stahlbeton.

## Geographische Lage
Der Fernmeldeturm steht im Naturpark Hohe Mark-Westmünsterland auf dem Waldbeerenberg (145,9 m), der bei den Halterner Ortsteilen Holtwick und Lavesum gelegenen und zugleich höchsten Erhebung der Hohen Mark. Direkt nördlich des Turms ist auf topographischen Karten die Höhenangabe 145,8 m verzeichnet.

## Beschreibung
Die Turmhöhe beträgt 111,35 m. Bei 50, 59 und 67 m Höhe befindet sich je eine Plattform. Das Betriebsgeschoss, bestehend aus zwei Etagen, erstreckt sich zwischen der unteren und mittleren Plattform. Auf dem Turm befinden sich Anlagen zur Verbreitung von Mobil- und Richtfunk. Auch das Amateurfunkrelais DB0TZ im 23-cm-Band hat hier seinen Standort. Der Turm ist öffentlich nicht zugänglich.